# Cajalecanium salicorniae
Cajalecanium salicorniae är en insektsart som beskrevs av Gómez-menor Ortega 1965. Cajalecanium salicorniae ingår i släktet Cajalecanium och familjen skålsköldlöss.
Artens utbredningsområde är Spanien. Inga underarter finns listade i Catalogue of Life.